# Enge-Sande
Enge-Sande (północnofryz. Ding-Sönj) – gmina w Niemczech w kraju związkowym Szlezwik-Holsztyn, w powiecie Nordfriesland, wchodzi w skład Związku Gmin Südtondern.